# Угрини (Бузет)
Угрини (итал. Ugrini) је насељено место у унутрашњости Истарске жупаније, Република Хрватска. Административно је у саставу Града Бузета.

## Становништво
Према последњем попису становништва из 2001. године у насељу Угрини живело je 60 становника који су живели у 14 породичних домаћинстава.
Кретање броја становника по пописима 1857—2001.
| година пописа  | 1857. | 1869. | 1880. | 1890. | 1900. | 1910. | 1921. | 1931. | 1948. | 1953. | 1961. | 1971. | 1981. | 1991. | 2001. |
| бр. становника | 106   | 115   | 146   | 161   | 180   | 187   | 0     | 0     | 200   | 190   | 117   | 93    | 69    | 61    | 60    |

Напомена:У 1921. и 1931. подаци су садржани у насељу Чрница. Од 1880. до 1910. исказано као део насеља. У 1857., 1869. и од 1890. до 1910. садржи податке за бивше насеље Кодоље.